# Pseudobiceros hancockanus
Espèce
Pseudobiceros hancockanus est une espèce de vers plats marins du genre Pseudobiceros et de la famille des Pseudocerotidae.

## Description
Pseudobiceros hancockanus est bleu intense et noir avec des bandes périphériques blanches et orange et une frange pourpre. Les deux antennes céphaliques courtes sont facilement négligées car elles sont de la même couleur que le corps.
Comme les autres vers plats, cette espèce est hermaphrodite mais est notamment connue (comme les autres espèces de son genre) pour ses « combats de pénis » lors de la reproduction.

## Répartition
Cette espèce vit dans les eaux de mers chaudes, quelques fois sur des récifs coralliens ou encore parmi des fragments ou des pierres de corail. Il a été observé dans des endroits comme les Fidji, le Kenya et l'Indonésie.

## Systématique
Le nom valide complet (avec auteur) de ce taxon est Pseudobiceros hancockanus (Collingwood, 1876).
Pseudobiceros hancockanus a pour synonymes :
- Proceros hancockanus Collingwood, 1876 (Protonyme)
- Prostheceraeus hancockanus (Collingwood, 1876)
- Pseudoceros hancockanus (Collingwood, 1876)
- Pseudoceros malayensis (Collingwood, 1876)
- Stylochopsis malayensis Collingwood, 1876